# HRT – Radio Rijeka
Radio Rijeka se u eteru prvi put oglasila 16. rujna 1945. godine iz kuće u Voloskom na adresi Štangerova ulica broj 9. Program namijenjen dijelu Liburnije te selima, mjestima i gradićima uz Kvarnerski zaljev emitirao se na srednjevalnoj duljini od 349 metara. Bila je to jedina radijska stanica na oslobođenom teritoriju Istre i Hrvatskog primorja i ujedno jedna od tek nekoliko lokalnih radijska stanica koje su u to vrijeme postojale na području Hrvatske i ondašnje Jugoslavije.
Od samog početka program se emitirao dvojezično – na hrvatskom i talijanskom jeziku, a prve spikerice bile su Barbarina Ožegović-Kosić za hrvatski te Ida Modica-Milković za talijanski jezik. Program se iz Voloskog emitirao u tri dnevna termina: ujutro od 7 do 8 sati, zatim od 12 do 13 i 30 te navečer od 17 do 18 sati i 30 minuta.

## Povijest
Potkraj 1945. godine Radio stanica Rijeka preseljena je iz Voloskog na novu lokaciju u Dom kulture na Kozali gdje je postavljen 10-vatni srednjevalni odašiljač, koji je sredinom veljače 1946. zamijenjen jačim 70-vatnim odašiljačem. Tijekom cijelog dana emitiran je dvojezični hrvatsko-talijanski program i to isključivo uživo, zbog nedostatka tehnike za snimanje. Prvi izravni prijenos dogodio se 23. listopada 1946. godine, prilikom otvorenja «Mosta bratstva i jedinstva» na današnjem Titovom trgu, a svečanosti je osobno prisustvovao i Josip Broz Tito.  
Kolektiv Radio Rijeke je do sredine pedesetih godina 20. stoljeća imao čak 120, a prema nekim podacima i do 150 članova uz mnoštvo vanjskih suradnika. Radio Rijeka je imala vlastite zborove i zborovođe, orkestre i dirigente, kao i brojne suradnike - glumce, redatelje, skladatelje, pjesnike i književnike među kojima su bila mnoga čuvena imena: Viktor Car Emin, Drago Gervais, Mate Balota, Ivan Matetić Ronjgov, Lovro Matačić, dr. Zdravko Kučić, Bruno Petrali, Mario Kinel, Branimir Sakač, Ljuboslav Kuntarić, Slavko Zlatić, Ivo Robić i mnogi drugi.
Godine 1949. Radio Rijeka se privremeno seli u prostore Guvernerove palače (tadašnji Dom kulture «Vladimir Švalba Vid») da bi se od 1. siječnja 1951. godine, program počeo emitirati iz zgrade na Korzu 24, odakle se Radio Rijeka neprekidno oglašava do danas. Emitiranje se odvijalo sa srednjevalnog odašiljača na Učki snage 15 kilovata, što je omogućavalo veliku čujnost, osobito u večernjim satima.
Program se emitira od ranih jutarnjih do kasnih večernjih sati. Sredinom 1953. godine, na inicijativu nekoliko novinara, te u suradnji s više kulturnih djelatnika, Radio Rijeka pokreće časopis «15 DANA» s tekstovima iz programa i djelatnosti kulturnih ustanova, kulturno-umjetničkih društava i sekcija u školama, te s pregledom tjednog kino i kazališnog repertoara u Rijeci, kao i programa Radio Rijeke. Nakon ukupno 28 brojeva, časopis se ugasio 15. siječnja 1955. godine. Iste godine, odlukom ondašnjih vlasti, ukidaju se sve lokalne radijske stanice na području Hrvatske te se pretvaraju u studije Radio Zagreba s ograničenim vremenom emitiranja programa u trajanju od najviše 90 minuta dnevno. Radio Rijeka gubi samostalnost i dotadašnje prihode od pretplate, ukidaju se svi glazbeni ansambli, kao i redakcije sa svim popratnim službama, te sve tehničke, administrativne, propagandne i financijske službe, a broj djelatnika sa 100 spada na samo 11. Umjesto s 15-kilovatnog odašiljača s Učke, program se emitira s dvokilovatnog srednjevalnog odašiljača smještenog na Kozali.
Ovakvo stanje traje do 1960. godine kada Radio Rijeka ponovo postaje samostalna radio-difuzna ustanova, no i dalje s malobrojnim kolektivom, neznatnom subvencijom općine i programom u trajanju od 4 sata dnevno – od 14 do 18 sati, odnosno nedjeljom od 9,30 do 16 sati na SV frekvenciji 782 KHz. 
Ponukan teškim uvjetima rada, 1. listopada 1966. godine Savjet Radio stanice Rijeka donio je odluku o ponovnoj integraciji s Radio-televizijom Zagreb, da bi referendumom provedenim 18. lipnja iste godine riječki radio i službeno bio pripojen RTZ-u.
Osim u vremenu kad emitira vlastiti program, Radio Rijeka u cijelosti prenosi drugi i treći program Radio Zagreba, djelujući de facto kao područna stanica Radio Zagreba u čijim programima – osobito drugom – često sudjeluje vlastitim emisijama. U to doba u Hrvatskoj djeluje 29 lokalnih radio-stanica a Radio Rijeka ima 30-ak stalno zaposlenih djelatnika. 
Godine 1969. uvođenjem tv dopisništva Radio Rijeka djeluje unutar novoosnovanog RTV centra Rijeka, o ova simbioza radija i televizije traje do kraja 1978. godine kada se iz RTV centra izdvaja TV Centar Rijeka.
Dana, 29. studenog 1980. godine Radio Rijeka započinje eksperimentalno emitiranje na ultrakratkom «fm» valu s odašiljača na Učki snage 300 W na frekvenciji 103,1 MHz, uz postojeću srednjevalnu frekvenciju 864 kHZ. U proljeće 1981. godine UKV odašiljač pojačan je na 1 kilovat, da bi 29. studenog 1982. godine bio zamijenjen odašiljačem snage 10 kilovata čime je čujnost Radio Rijeke izjednačena s prvim i drugim programom Radio Zagreba, odnosno na područje cijelog Hrvatskog primorja i njegovih otoka do Zadra, Istre te dijelova Italije i Slovenije. Krajem 1983. godine započinje emitiranje i s UKV odašiljača Mirkovica snage 3 kilovata na frekvenciji 101,3 MHz čime se čujnost Radio Rijeke dodatno širi na područje cijelog Gorskog kotara, Ogulina, Karlovca i Zagreba, kao i dijelova Slavonije i zapadne Bosne.
Broj stalno zaposlenih djelatnika sredinom osamdesetih iznosi 44, a dnevni program se radnim danom emitira od 14 do 19 sati, odnosno nedjeljom i blagdanom od 8 do 14 sati. 
Dana, 15. svibnja 1986. godine program Radio Rijeke počinje se emitirati u stereo tehnici s UKV odašiljača na Učki, a dvije godine kasnije dnevno emitiranje produženo je za još dva sata  - od 12 do 19 sati.
Godine 1990. donosi prekretnicu jer u travnju te godine Radio Rijeka prelazi na cjelodnevno emitiranje programa od 7 do 19 sati. Uz pomoć grada Rijeke, Elektroprimorja, Novotehne, Viktora Lenca i Metala iz Opatije podignut je 1 kilovatni odašiljač na Pulcu iznad Rijeke čime je omogućen kvalitetniji FM prijem programa na području Opatije i ostalih mjesta Liburnije u kojima se – zbog specifične konfiguracije terena – program s odašiljača Učka slabije čuje. Istovremeno s pokretanjem odašiljača na Pulcu Radio Rijeka prestaje s emitiranjem programa na srednjem valu.
Početkom Domovinskog rata, u jesen 1991., uvodi se 24-četverosatno emitranje programa da bi se nešto kasnije vrijeme emitiranja ustalilo na termin od 6 do 24 sata, dok se u međuvremenu prenose emisije prvog programa Hrvatskog radija.
U prvoj polovici 90-ih Radio Rijeka bilježi izvrsnu slušanost koja prema provedenim anketama doseže i 70 posto, a čujnost programa se dodatno širi i na područje Like i zapadne Bosne i to početkom emitiranja na odašiljaču Lička Plješivica u ljeto 1996. godine nakon oslobođenja do tada okupiranih područja. 
Iste godine Radio Rijeka kao prva radijska stanica u Hrvatskoj počinje emitiranje programa putem Interneta ostvarujući tako kontakt sa slušateljima na svim svjetskim kontinentima.
Osim na adresi www.radio-rijeka.com, program Radio Rijeke danas se emitira na sljedećim frekvencijama:
104,7 Mhz   - odašiljač Učka
102,7 Mhz   - odašiljač Mirkovica
  95,1 Mhz   - odašiljač Pulac
kao i s nekoliko repetitora na području otoka Cresa i Lošinja te Gorskog kotara. Do 2017. je emitirao i na 100.3 s Ličke Plješivice, ali je poslije na toj frekvenciji zamijenjen s HRT-HR3.
Usprkos sve većoj konkurenciji, HR – Radio Rijeka do danas zadržava primat u slušanosti kako na području grada Rijeke, tako i na području cijele primorsko-goranske županije, a po dnevnom dosegu spada medju 10 najslušanijih radio programa u Republici Hrvatskoj. Ujedno je po ostvarenom marketinškom prihodu Radio Rijeka najuspješnija radijska postaja u sustavu Hrvatske radio televizije unutar kojeg djeluje. Program ostvaruje 40-ak stalno zaposlenih djelatnika te vanjski suradnici.

## Vanjske poveznice
- Službene stranice Radio Rijeke (hrv.)